# Irena Mazurkiewicz
Irena Jędrzejczak z d. Mazurkiewicz (ur. 16 września 1951 w Drawsku Pomorskim) – wielokrotna mistrzyni Polski w strzelectwie, medalistka Mistrzostw Europy.

## Kariera sportowa
W latach 1969–1984 uprawiała strzelectwo sportowe: konkurencje pistoletowe kobiet (Psk 30+30 i Ppn 40). W latach 1981–1986 pracowała w WKS „Zawisza” Bydgoszcz jako szkoleniowiec. Trenerem był ojciec, Jerzy Mazurkiewicz.
6 razy ustanawiała rekordy Polski. 1 raz poprawiła rekord świata zdobywając brązowy medal na Mistrzostwach Europy. Ma na swoim koncie około 250 startów w zawodach, w których wielokrotnie zwyciężała.

## Kluby
Startowała w barwach:
- KS „Iskra” przy Wyższej Szkole Marynarki Wojennej w Gdyni
- WKS „Flota” Gdynia
- WKS „Zawisza” Bydgoszcz

## Medale
Na Mistrzostwach Europy zdobyła 4 medale:
- 1972 – srebrny drużynowy Ppn 40
- 1974 – brązowy drużynowo Ppn 40
- 1974 – brązowy indywidualnie Psk 30+30
- 1977 – brązowy drużynowo Psk 30+30

W mistrzostwach Polski zdobyła 12 medali:
- 6 złotych
- 4 srebrne
- 2 brązowe

## Odznaczenia
4 razy odznaczona medalem „Za wybitne osiągnięcia sportowe”